# Eridolius gibbulus
Eridolius gibbulus är en stekelart som först beskrevs av Holmgren 1857.  Eridolius gibbulus ingår i släktet Eridolius och familjen brokparasitsteklar. Arten är reproducerande i Sverige. Inga underarter finns listade i Catalogue of Life.